# ساوان جديد
ساوان جديد هي قرية في مقاطعة سردشت، إيران. عدد سكان هذه القرية هو 1,250 في سنة 2006.